# Futebol Clube do Porto B
Maillots
Actualités
Le FC Porto B est l'équipe réserve du FC Porto. Le club évolue en Liga Portugal 2 (D2) et dispute ses matches à domicile à l'Estádio Luís Filipe Menezes à Olival, Vila Nova de Gaia. 
Fondé en 1999, il est dissous en 2006 puis recréé en 2012.
De par son statut d'équipe réserve, le FC Porto B ne peut être candidat à la montée en Primeira Liga tout comme il ne peut disputer les coupes nationales (Coupe du Portugal et Coupe de la Ligue).
En 2016, la "B" devient la première équipe réserve du pays à se sacrer champion de deuxième division. Elle est également devenue la deuxième équipe réserve d'Europe, après la Castilla du Real Madrid en Espagne, à réussir l'exploit de soulever le titre de deuxième division de son pays.
En 2017, après l'échec en finale face à l'équipe réserve de Manchester City en 2015, le FC Porto B remporte la Premier League International Cup.

## Palmarès
- Championnat du Portugal D2 (1)
  - Champion : 2016
  - Vice-champion : 2014
- Premier League International Cup (2)
  - Champion : 2017, 2018
  - Finaliste : 2015

## Entraîneurs du FC Porto B
| N° | Pays | Nom                  | Période   |
| 1  |      | Fernando Bandeirinha | 1999-2000 |
| 2  |      | Ilídio Vale          | 2000-2004 |
| 3  |      | Domingos Paciência   | 2004-2005 |
| 4  |      | Aloísio              | 2005-2006 |
| 5  |      | Rui Gomes            | 2012-2013 |
| 6  |      | Luís Castro          | 2013-2014 |
| 7  |      | José Guilherme       | 2014      |
| 8  |      | Luís Castro          | 2014-2016 |
| 9  |      | José Tavares         | 2016      |
| 10 |      | António Folha        | 2016-2018 |
| 11 |      | Rui Barros           | 2018-2021 |
| 12 |      | António Folha        | 2021-2024 |
| 13 |      | João Brandão         | 2024-     |

## Historique des saisons
| Saison    | Championnat               | Position |
| 1999-2000 | 2e Division B - Zone Nord | 3e       |
| 2000-2001 | 2e Division B - Zone Nord | 3e       |
| 2001-2002 | 2e Division B - Zone Nord | 3e       |
| 2002-2003 | 2e Division B - Zone Nord | 3e       |
| 2003-2004 | 2e Division B - Zone Nord | 4e       |
| 2004-2005 | 2e Division B - Zone Nord | 6e       |
| 2005-2006 | 2e Division B - Zone Nord | 6e       |
| 2012-2013 | Liga Portugal 2           | 14e      |
| 2013-2014 | Liga Portugal 2           | 2e       |
| 2014-2015 | Liga Portugal 2           | 13e      |
| 2015-2016 | Liga Portugal 2           | 1er      |
| 2016-2017 | Liga Portugal 2           | 12e      |
| 2017-2018 | Liga Portugal 2           | 7e       |
| 2018-2019 | Liga Portugal 2           | 9e       |
| 2019-2020 | Liga Portugal 2           | 13e      |
| 2020-2021 | Liga Portugal 2           | 16e      |
| 2021-2022 | Liga Portugal 2           | 10e      |
| 2022-2023 | Liga Portugal 2           | 5e       |
| 2023-2024 | Liga Portugal 2           | 10e      |
| 2024-2025 | Liga Portugal 2           | 14e      |
| 2025-2026 | Liga Portugal 2           |          |